# K-136多管火箭炮
K-136九龍多管火箭炮是大韓民國在1970年代開發自製的多管火箭炮，目前已經預定由K-239天橆多管火箭炮取代。

## 簡介
在1970年代朝鮮人民共和國從蘇聯獲得至少1,400具各型號的多管火箭，尤其在BM-21自走多管火箭炮服役後，對38度線以南的韓軍有顯著壓力。
為了反制朝鮮的火箭鋼雨，1974年代起韓國國防科學研究院（ADD）開始借鑒BM-21設計研發同級別的多管火箭炮，最初的技術參考是從美軍的115公厘化學火箭彈，在1977年計畫是以一組115至120公厘直徑，有40-45管的發射器，但是在同年7月審查時韓國國防研究院決定火箭彈射程要有20公里、火箭彈頭得重20公斤，發射管30具。1978年5月26日有著28管火箭（7×4）的原型車完成，在後續精進設計時增加為36管（9×4）。不過在1978年，韓國軍方希望多管火箭射程要有30公里，如果按照現有技術的話將會開發延期，因此ADD希望先以暫定型號服役；1981年九龍火箭炮開始量產，發射器口徑也增加到130公厘。1986年起配備部隊，大宇重工負責生產車體、韓華公司生產火箭彈，總共生產158輛。
九龍火箭炮的載臺為KM809，是韓國授權生產的M809卡車，車輛配有中央胎壓控制系統平衡車體。韓國也設計了可以自動裝填的KM813A1彈藥車支援火箭炮車作戰，KM813車上裝有2組火箭彈（72枚），可在不需人力介入下在10分鐘內完成再裝填作業。
發射架設計
九龍火箭炮的發射管為一組36管的架構，發射管直徑130公厘、長3.4公尺，每發火箭射擊間隔0.5秒，發射架可在18秒內完成全管射擊。
九龍火箭炮可發射的彈藥有兩種，最初服役的稱為K30，長2.4公尺、重54公斤、射程23公里；在2000年新型的K33服役，彈徑131公厘、長2.54公尺、重64公斤、射程延長到36公里。K30與K33的彈頭相同，重21公斤，可使用對無裝甲目標專用可噴灑16,000塊破片的K27彈頭，或以高爆炸藥為主的K28彈頭。火箭彈射擊精度9-16公尺（CEP0.0005%以下），可構成長寬250公尺的面狀殺傷空間。
射擊指揮系統
九龍火箭炮車上自備彈道計算機，此外火箭砲兵營會配備KM450風向觀測車，KM450觀測車由K-311載重車改造，配備一組高10.25公尺的大氣觀測裝置，可直接將風向參數回饋給發射車的彈道計算機，降低火箭炮射擊誤差。

## 配備
九龍自走火箭炮量產後配備在軍團級下所屬砲兵旅的火箭砲兵營，在2010年延坪島遭朝鮮人民軍炮轟時調往白翎島強化戰備，在2011年後成為常駐武器。
除了韓國外，埃及曾經採購36輛K-136，但實際輸出時間不明確，未來韓國將軍援3個K-136多管火箭連給菲律賓，實際交運時間尚不確定。

## 相關項目
- 工蜂六型多管火箭
- 75式130mm自走多管火箭車
- BM-21火箭炮

## 腳注
1. 1 2 3 4  . 大韓民国統合参謀本部.   [2014-02-15]. （原始内容存档于2017-08-27）.
2. ↑   (PDF). 2014-01  [2014-02-22]. （原始内容 (PDF)存档于2014-03-08）.
3. 1 2 3 4  . 해병대 청룡회（R.O.K. Marine Corps OCS ALUMINI Association）. 2012-01-03  [2014-02-23]. （原始内容存档于2014-03-08）.
4. ↑  .   [2017-01-15]. （原始内容存档于2019-02-16）.
5. 1 2  . 國防科學研究所.   [2014-02-21]. （原始内容存档于2014-03-08）.
6. 1 2 3  . GlobalSecurity.org.   [2014-02-21]. （原始内容存档于2021-01-26）.
7. ↑  . GlobalSecurity.org.   [2014-02-21]. （原始内容存档于2016-03-05）.
8. 1 2 3  . Army Guide.   [2014-02-21]. （原始内容存档于2020-10-28）.
9. ↑  . GlobalSecurity.org.   [2014-02-21]. （原始内容存档于2018-09-03）.
10. ↑  . KBS World. 2011-04-25  [2014-03-05]. （原始内容存档于2016-03-04）.
11. ↑  . 中央日報. 2011-10-07  [2014-02-15]. （原始内容存档于2016-03-04）.